# Penguin Books
Penguin Books — британське видавництво, засноване в 1935 році в Лондоні в сером Алленом Лейном у співпраці з його братами Річардом та Джоном. Головною заслугою видавництва вважають демократизацію книжного ринку, котра перетворила книгу з предмета розкоші в задоволення, доступне масам.